# Saint-Hilaire (Haute-Garonne)
Saint-Hilaire is een gemeente in het Franse departement Haute-Garonne (regio Occitanie). De plaats maakt deel uit van het arrondissement Muret. Saint-Hilaire telde op 1 januari 2022 1.726 inwoners. 

## Geografie
De oppervlakte van Saint-Hilaire bedroeg op 1 januari 2022 6,33 vierkante kilometer; de bevolkingsdichtheid was toen 272,7 inwoners per km².

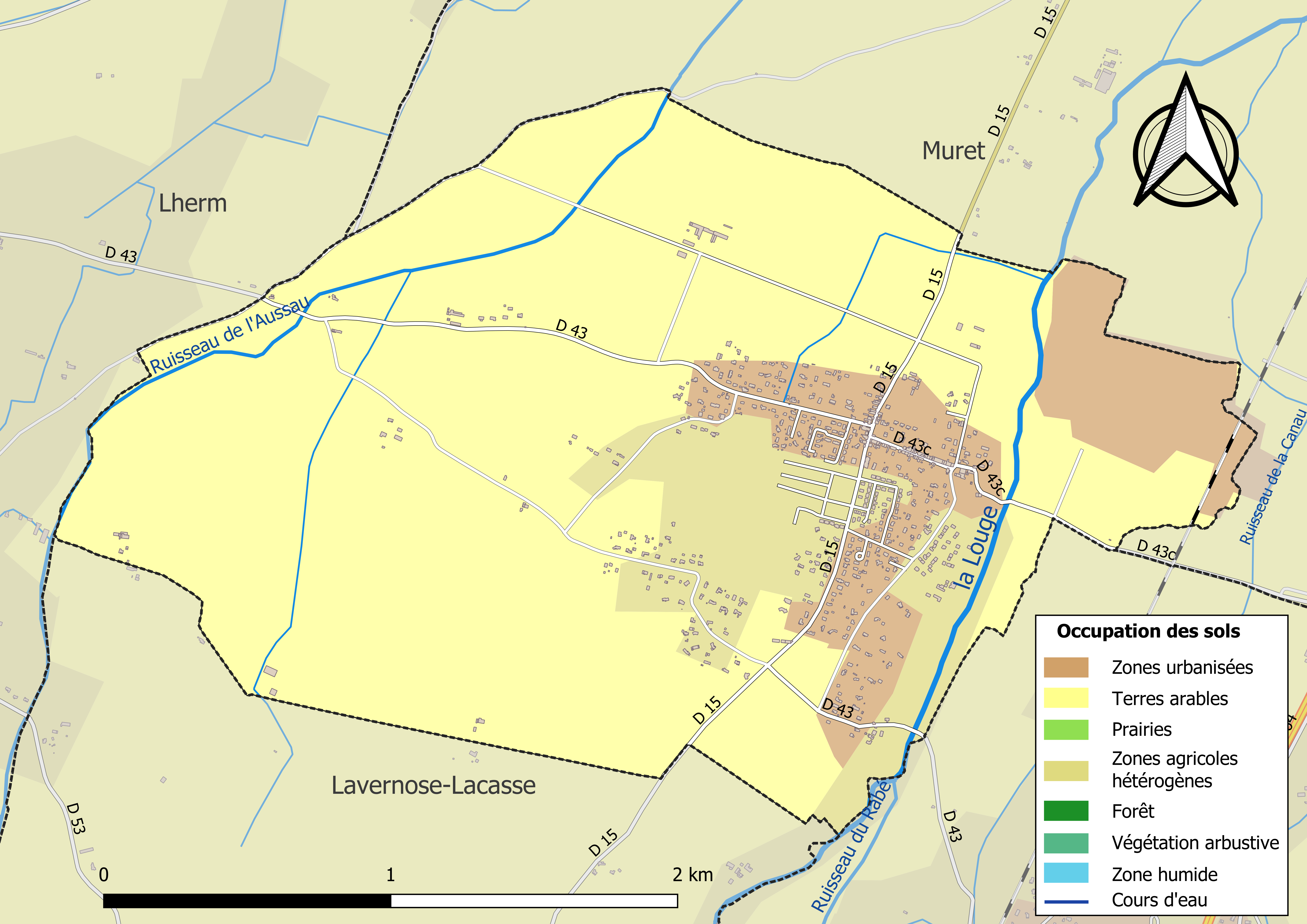
Kaart van de gemeente met belangrijkste infrastructuur, bodemgebruik en omliggende gemeenten

## Demografie
Onderstaande figuur toont het verloop van het inwonertal (bron: INSEE-tellingen).